# Monarchs de Kansas City
Les Monarchs de Kansas City (en anglais : Kansas City Monarchs) sont un club de baseball fondé en 1920 à Kansas City et qui met fin à ses activités en 1965 après avoir quitté Kansas City en 1955. Cette formation de Negro League est membre des ligues majeures noires de 1920 à 1948.
Parmi les meilleurs joueurs ayant évolué chez les Monarchs, citons Satchel Paige, Buck O'Neil et le jeune Jackie Robinson.

## Histoire

### Fondation
Le club est fondé en 1920 par J. Leslie Wilkison. Cet ancien lanceur blanc avait déjà créé en 1912 le club des All Nations, rassemblant joueurs de toutes origines. Cette équipe itinérante cesse ses activités en 1918.
Wilkinson négocie avec Rube Foster pour intégrer la Negro National League qui se met en place. Foster tente d'abord d'écarter le seul propriétaire blanc tentant d'intégrer sa ligue, puis est contraint de laisser opérer Wilkinson, incontournable à Kansas City, une ville que la NLL tient à couvrir. Wilkinson redonne alors vie aux All Nations comme club-école des Monarchs.

### Negro National League (1920-1930)
Champions de la NLL en 1923, 1924, 1925 et 1929, les Monarchs s'imposent en Séries mondiales noires en 1924 et 1925.

### La crise des années 1930
La crise économique porte un coup sévère au baseball noir, et les Monarchs se transforment en équipe itinérante, affrontant aux quatre coins du pays divers adversaires.

### Negro American League (1937-1962)
Les Monarchs rejoignent la Negro American League en 1937. Ils remportent les titres 1937, 1939, 1940, 1941, 1942, 1946, 1953 et 1957 et s'imposent en Séries mondiales noires en 1942.

### La fin du club
Les départs des meilleurs joueurs des Monarchs comme Satchel Paige et le jeune Jackie Robinson pour les clubs de la MLB fragilise les ligues noires. Dès la saison 1947, une forte décrue s'amorce au niveau des affluences. La saison suivante, quelques clubs abandonnent. Les Monarchs survivent en vendant leurs meilleurs joueurs. Entre 1946 et 1955, ils cèdent 25 joueurs aux ligues majeures. Pis, en 1955, les Monarchs ne jouent que deux matches à domicile à Kansas City, laissant la place aux Kansas City Athletics de la MLB qui évolue à Kansas City de 1955 à 1967.
Dès 1948, Wilkinson cède ses parts des Monarchs à l'autre actionnaire principal : Tom Baird. Ce dernier vend finalement les Monarchs en 1955 à Ted Rasberry, mais sans les joueurs, qui sont cédés aux ligues majeures (8) et aux ligues mineures (4). Rasberry exploita jusqu'au milieu des années 1960 le nom des Monarchs, sans lien avec Kansas City. Satchel Paige évolua même à l'occasion de quelques rencontres pour ces Monarchs en 1964.

## Palmarès
- Vainqueur des Séries mondiales noires : 1924, 1925 et 1942
- Champion de la Negro National League (première version) : 1923, 1924, 1925 et 1929
- Champion de la Negro American League : 1937, 1939, 1940, 1941, 1942, 1946, 1953 et 1957